# Zhengzhou Greenland Plaza
Der Zhengzhou Greenland Plaza (chinesisch 绿地中心·千玺广场, Pinyin Lǜdì Zhōngxīn Qiānxǐ Guǎngchǎng – „Grünflächenzentrum-Qianxi-Platz“) ist ein Hochhaus in der chinesischen Stadt Zhengzhou.
Mit 279 Metern und 56 Etagen war das Gebäude bei der Fertigstellung im Jahr 2012 der höchste Wolkenkratzer der Stadt und eines der höchsten Gebäude Chinas, bis es vom Zhengzhou Greenland Central Plaza übertroffen wurde. Die Bauarbeiten begannen 2008. Der Entwurf und die Planung wurde durch das Chicagoer Architekturbüro Skidmore, Owings and Merrill (kurz SOM) angefertigt. Genutzt wird das Gebäude im unteren Bereich für Geschäfts- und Büroflächen und im oberen Bereich für Hotelräume. SOM gewann für den Entwurf mehrere Auszeichnungen verschiedener Fachzeitschriften und Vereinigungen.

## Architektur
Der Grundriss des Hochhauses hat die Form eines gleichseitigen Polygons. Der Turm wirkt dennoch annähernd rund und verjüngt sich zum oberen Ende hin leicht. Die Fassadenelemente beinhalten sowohl Sonnenschutzeinrichtungen, als auch Lichtkollektoren, die das Sonnenlicht in das Atrium des Hotels leiten. Das Gebäude erinnert durch die nach außen gebogen wirkende Form der Fassadenelemente an eine Pagode.